# آنيكو دوكزا
آنيكو دوكزا (بالمجرية: Ducza Anikó)‏ (و. 1942  م) هي لاعبة جمباز فني مجرية، ولدت في بودابست، شاركت في الألعاب الأولمبية الصيفية 1968، وشاركت في الألعاب الأولمبية الصيفية 1964، وشاركت في الألعاب الأولمبية الصيفية 1960.

## روابط خارجية
- آنيكو دوكزا على موقع الاتحاد الدولي للجمباز (biography) (الإنجليزية)
- آنيكو دوكزا على موقع اللجنة الأولمبية الدولية (الإنجليزية)
- آنيكو دوكزا على موقع أوليمبيديا (الإنجليزية)
- آنيكو دوكزا على موقع اللجنة الأولمبية المجرية (الهنغارية)